# Großer Preis für japanische Literatur
Der große Preis für japanische Literatur (jap. 日本文学大賞, Nihon Bungaku Taishō) war ein Literaturpreis für japanische Literatur, der von 1969 bis 1988 alljährlich von der Gesellschaft des Shinchō Verlages zur Förderung der Literatur vergeben wurde. Er zählt zu den drei großen Literaturpreisen des Shinchō-Verlages (三大新潮賞, Midai Shinchōshō).

## Vergabekriterien und Procedere
- Der Preis wird verliehen für Romane, Literaturkritiken, Poesie (詩歌) und Theaterstücke (戯曲).
- Das Auswahlkomitee besteht aus 4 Personen, die alljährlich wechseln.
- Auswahlkriterien:
  - 1969–1972: prämiert wurden selbstständige Veröffentlichungen, die im Vorjahr zwischen Januar und Dezember erschienen waren.
  - 1973: prämiert wurden selbstständige Veröffentlichungen, die zwischen Januar des Vorjahres und April im Jahr der Vergabe veröffentlicht wurden, d. h. zwischen Januar 1972 und April 1973.
  - von 1974 an: prämiert wurden selbstständige Veröffentlichungen, die zwischen Mai des Vorjahres und April im Jahr der Vergabe veröffentlicht wurden.
  - Werke von Personen, die zum Auswahlkomitee gehören, sind in dem Jahr, in dem sie dem Auswahlkomitee angehören, von der Prämierung ausgeschlossen.
- Die Preisträger erhalten 1 Mio. Yen Preisgeld.
- Die Bekanntgabe des prämierten Werks erfolgt in der Literaturzeitschrift Shinchō.
- 1984 wurden folgende Neuregelungen beschlossen:
  - Seit 1984 wurde der Preis für wissenschaftliche (d. h. für Sachbücher) und literarische Werke getrennt voneinander vergeben.
  - Für beide Bereiche gibt es je ein Auswahlkomitee mit fünf Personen.
  - Die Werke der Mitglieder des Auswahlkomitees wurden zur Prämierung zugelassen.
- 1988 Die drei großen Literaturpreise des Shinchō-Verlages wurden in die vier Preise des Shinchō-Verlages (新潮四賞) umgewandelt und die Vergabe des großen Literaturpreises für japanische Literatur wurde formal eingestellt.
  - Die Preisvergabe für Literatur wurde aufgeteilt auf den Mishima-Preis für die sogenannte reine Literatur und den Yamamoto-Shūgorō-Preis (山本周五郎賞) für Unterhaltungsliteratur.
  - Die Preisvergabe für wissenschaftliche Veröffentlichungen wurde in den Shinchō-Preis für Wissenschaft (新潮学芸賞, Shinchō Gakuenshō) umgewandelt. Er wird gegenwärtig als Kobayashi-Hideo-Preis und als Shinchō-Dokumentationspreis (新潮ドキュメント賞, Shinchō Dokyumento-shō) fortgesetzt.
  - Das letzte Auswahlkomitee für das Sachbuch 1987 setzte seine Tätigkeit als Auswahlkomitee für den Shinchō-Preis für Wissenschaft fort.

## Preisträger

### 1969–1980
- 1969
  - Auswahlkomitee
    - Nakamura Mitsuo, Niwa Fumio, Mishima Yukio

  - Preisträger
    - Inoue Yasushi für Oroshiya kokusui mutan (おろしや国酔夢譚) (dt. Der Sturm)
    - Inagaki Taruho für Shōnen'ai no bigaku (少年愛の美學)

  - Kandidaten
    - Kaikō Takeshi für Kagayakeru yami  (輝ける闇)
    - Shiina Rinzō für Kinjin no kyūka (勤人の休日)
    - Serizawa Kōjirō für Ningen no unmei (人間の運命)
    - Inagaki Taruho für Tōkyō tonsōkyoku (東京遁走曲)
    - Muramatsu Takeshi für Hyōbu Pōru Varerī (評傅ポール・ヴァレリー)
    - Fukuda Tsuneari für Kai tsutetata maru ka! okuman chōja fujin (解つてたまるか!　億萬長者夫人)
- 1970
  - Auswahlkomitee
    - Ishikawa Tatsuzō, Kojima Nobuo, Takeda Taijun, Hirano Ken

  - Preisträger
    - Ariyoshi Sawako für Izumo no Okuni (出雲の阿国)

  - Kandidaten
    - Ōe Kenzaburō für Warera no kyōki o ikinobiru michi o oshieyo (われらの狂氣を生き延びる道を教えよ)
    - Ōoka Shōhei für Mindoro-shima futatabi (ミンドロ島ふたたび)
    - Shiina Rinzō für Chōekinin no kokuhatsu (懲役人の告發)
    - Takahashi Kazumi für Nihon no akurei (日本の惡靈)
    - Niwa Fumio für Shinran (親鸞)
    - Hanada Kiyoteru für Zuihitsu Sangokushi (随筆三国志)
- 1971
  - Auswahlkomitee
    - Etō Jun, Ōoka Shōhei, Nakamura Mitsuo, Funabashi Seiichi

  - Preisträger
    - Kawakami Tetsutarō für  nikki (有愁日記)
    - Fukuda Tsuneari für Sōtō imada shisezu (総統いまだ死せず)

  - Kandidaten
    - Ishihara Shintarō für Kaseki no mori (化石の森)
    - Kōno Taeko für Kaitentobira (回転扉)
    - Kojima Nobuo für Kaidan no noborihana (階段ののぼりはな)
    - Setouchi Jakuchō für Tōi koe (遠い声)
    - Fukazawa Shichirō für Shomin retsuden (庶民列伝)
    - Fujieda Shizuo für Gongujōdō (欣求浄土)
    - Miura Tetsuo für Umi no michi  (海の道)
    - Honda Shūgo für Embō Kinshi?  (遠望近思)
- 1972
  - Auswahlkomitee
    - Inoue Yasushi, Endō Shūsaku, Takeda Taijun, Hirano Ken

  - Preisträger
    - Enchi Fumiko für Asobidamashi  (遊魂)
    - Fukunaga Takehiko für Shi no shima (死の島)

  - Kandidaten
    - Sugiura Minpei  für Watanabe Kazan (渡辺崋山)
    - Tsuji Kunio für Sagano meigetsuki  (嵯峨野明月記)
    - Mishima Yukiō für Hōjō no umi (豊饒の海)
- 1973
  - Auswahlkomitee
    - Enchi Fumiko, Kojima Nobuo, Nakamura Shin’ichirō, Nakamura Mitsuo

  - Preisträger
    - Takeda Taijun für Kairaku (快楽)

  - Kandidaten
    - Abe Kōbō für Hakootoko (箱男)
    - Kaikō Takeshi für Natsu no yami (夏の闇)
    - Yamaguchi Hitomi für Hitogoroshi (人殺し)
- 1974
  - Auswahlkomitee
    - Ōoka Shōhei, Takeda Taijun, Hirano Ken, Yamamoto Kenkichi

  - Preisträger
    - Takii Kōsaku für Haijin nakama (俳人仲間)

  - Kandidaten
    - Agawa Hiroyuki für Kurai hatō (暗い波濤)
    - Inoue Mitsuhara für  shiki hangyakushatachi (心優しき叛逆者たち)
    - Uno Chiyo für Ame no oto (雨の音)
    - Gotō Meisei für Hasamiuchi (挟み撃ち)
- 1975
  - Auswahlkomitee
    - Endō Shūsaku, Kojima Nobuo, Nakamura Mitsuo, Maruyama Seiichi

  - Preisträger
    - nicht vergeben

  - Kandidaten
    - Uno Chiyo für Usuzumi no sakura (薄墨の桜)
    - Ōba Minako für Garakuta kakubutsukan (がらくた博物館)
    - Kōno Taeko für Mukankei (無関係)
    - Shōno Junzō für Yasumi no akuru hi (休みのあくる日)
    - Tomioka Taeko für Meido no kazoku (冥土の家族)
    - Nakamura Shinichirō für Shiki (四季)
    - Miura Tetsuo für Ya (野)
    - Yasuoka Shōtarō für Shisetsu  (私説聊斎志異)
    - Yoshiyuki Junnosuke für Kaban no nakami (鞄の中身)
    - Karaki Junzō für Azum amichi no ku (あづまみちのく)
    - Saeki Shōichi für Nihon no watashi o motomete (日本の「私」を索めて)
    - Hirano Ken für Samazama na seishun (さまざまな青春)
    - Yamamoto Kenkichi für Masamune Hakuchō (正宗白鳥)
- 1976
  - Auswahlkomitee
    - Kaikō Takeshi, Takeda Taijun, Hirano Ken, Matsumoto Seichō

  - Preisträger
    - Dan Kazuo für Kataku no hito (火宅の人)
    - Haniya Yutaka für Shirei (死霊)

  - Kandidaten
    - Abe Kōbō für Warau tsuki (笑う月)
    - Ōoka Shōhei für Shōnen (少年)
    - Shiba Ryōtarō für Kūkai no fūkei (空海の風景)
    - Yoshiyuki Junnosuke für Osoroshii basho (恐ろしい場所)
    - Ōoka Makoto für Okakura Kakuzō (岡倉天心)
- 1977
  - Auswahlkomitee
    - Etō Jun, Ōoka Shōhei, Shiba Ryōtarō, Nakamura Mitsuo

  - Preisträger
    - Wada Yoshie für Kurai nagare (暗い流れ)
    - Hagitani Boku für seine Annotationen zum Kopfkissenbuch (枕草子)
- 1978
  - Auswahlkomitee
    - Endō Shūsaku, Sasaki Kiichi, Matsumoto Seichō, Mizukami Tsutomu

  - Preisträger
    - Kobayashi Hideo für Motoori Norinaga (本居宣長)
    - Shimao Toshio für Shi no toge (死の棘)
- 1979
  - Auswahlkomitee
    - Ōe Kenzaburō, Shiba Ryōtarō, Niwa Fumio, Maruyama Seiichi

  - Preisträger
    - Kaga Otohiko für Senkoku (宣告)
    - Yamamoto Kenkichi für Uta no jikaku no rekishi (詩の自覚の歴史)
- 1980
  - Auswahlkomitee
    - Agawa Hiroyuki, Kaikō Takeshi, Nakamura Mitsuo, Yamazaki Masakazu

  - Preisträger
    - Furui Yoshikichi für Sumika (栖)
    - Yūki Shin’ichi für Sora no hosomichi (空の細道)

### 1981–1987
- 1981
  - Auswahlkomitee
    - Etō Jun, Kaga Otohiko, Shinoda Hajime, Yasuoka Shōtarō, Yamamoto Kenkichi

  - Preisträger
    - Kojima Nobuo für Watashi no sakka henrenki (私の作家遍歴)
- 1982
  - Auswahlkomitee
    - Isoda Kōichi, Endō Shūsaku, Shiba Ryōtarō, Nakamura Shinichirō, Maruyama Seiichi

  - Preisträger
    - Inoue Yasushi für ? ibun (本覚坊異聞)
    - Yasuoka Shōtarō für Ryūritan? (流離譚)
- 1983
  - Auswahlkomitee
    - Etō Jun, Kaikō Takeshi, Shinoda Hajime, Matsumoto Seichō, Mizukami Tsutomu

  - Preisträger
    - Miura Tetsuo für Shonen sanka (少年讃歌)
- 1984
  - Literatur
    - Auswahlkomitee
      - Endō Shūsaku, Kaikō Takeshi, Shinoda Hajime, Matsumoto Seich?, Mizukami Tsutomu

    - Preisträger
      - Shibaki Yoshiko für Sumida-gawa boshoku (隅田川暮色)

  - Sachbuch
    - Auswahlkomitee
      - Abe Kōbō, Kōsaka Masataka, Shiba Ryōtarō, Yanagida Kunio, Yamamoto Shichihei

    - Preisträger
      - Shiba Ryōtarō für Kaidō o yuku (22) Nanban no michi I (街道をゆく・（二十二）南蛮のみちI)
- 1985
  - Literatur
    - Auswahlkomitee
      - Endō Shūsaku, Kaikō Takeshi, Shinoda Hajime, Matsumoto Mitsuo, Mizukami Tsutomu

    - Preisträger
      - Nakamura Shinichirō für Fuyu (冬)

  - Sachbuch
    - Auswahlkomitee
      - Abe Kōbō, Kōsaka Masataka, Shiba Ryōtarō, Yanagida Kunio, Yamamoto Shichihei

    - Preisträger
      - Donald Keene für Hyakudai no kakaku (百代の過客)
- 1986
  - Literatur
    - Auswahlkomitee
      - Endō Shūsaku, Kaikō Takeshi, Shinoda Hajime, Matsumoto Seichō, Mizukami Tsutomu

    - Preisträger
      - Kita Morio für Kagakeru aokisora no shita de (輝ける碧き空の下で) zweiter Teil
      - Nogami Yaeko für Mori (森)

  - Sachbuch
    - Auswahlkomitee
      - Abe Kōbō, Kōsaka Masataka, Shiba Ryōtarō, Yanagida Kunio, Yamamoto Shichihei

    - Preisträger
      - Tsunoda Tadanobu für Nō no hakken (脳の発見)
      - NHK für 21 seiki wa keikokusuru (21世紀は警告する), Teil 1–6
- 1987
  - Literatur
    - Auswahlkomitee
      - Endō Shūsaku, Kaikō Takeshi, Shinoda Hajime, Matsumoto Seichō, Mizukami Tsutomu

    - Preisträger
      - Kaikō Takeshi für Yabureta mayu mimi no monogatari (破れた繭　耳の物語), Yoru to kagerō mimi no monogatari (夜と陽炎　耳の物語)

  - Sachbuch
    - Auswahlkomitee
      - Abe Kōbō, Kōsaka Masataka, Shiba Ryōtarō, Yanagida Kunio, Yamamoto Shichihei

    - Preisträger
      - Agawa Hiroyuki für Inoue Shigeyoshi (井上成美)